# Bad Boys for Life
Bad Boys for Life (Bad Boys para siempre en Hispanoamérica; también conocida como Bad Boys III) es una película estadounidense de comedia y acción de estilo buddy cop dirigida por Adil El Arbi y Bilall Fallah. Es una secuela de Bad Boys (1995) y Bad Boys II (2003) y la tercera entrega de la franquicia Bad Boys. La película está protagonizada por Will Smith y Martin Lawrence repitiendo sus papeles como los detectives Mike Lowrey y Marcus Burnett dentro del cuerpo de policía.

## Sinopsis
El Departamento de Policía de Miami sus secuaces y su equipo de élite ARMA intentan derribar a Armando Aretas, jefe de un cartel de la droga. Armando es un asesino de sangre fría con una naturaleza viciosa y contaminante. Él está comprometido con el trabajo del cartel y es enviado por su madre Isabel, para matar a Mike. Debido a un oscuro secreto que el ha tenido todos estos años

## Argumento
Isabel Aretas, viuda del capo del cartel Benito, escapa de una prisión mexicana con la ayuda de su hijo Armando. Isabel envía a Armando a Miami, encargándole recuperar una cantidad sustancial de dinero que Benito había escondido, así como asesinar a las personas responsables del arresto de Benito y su eventual muerte en prisión. Isabel exige que Armando mate al detective de Miami Mike Lowrey en último lugar.
En Miami, Mike acompaña a su socio Marcus Burnett al nacimiento de su primer nieto. Deseando pasar más tiempo con su familia, el anciano Marcus le dice a Mike que tiene la intención de retirarse, para disgusto de Mike. Durante una fiesta que celebra al nieto de Marcus, Mike recibe varios disparos de Armando y lo deja en coma durante meses. Castigado por Isabel por apuntar a Mike primero, Armando continúa asesinando a otros objetivos en su lista durante la convalecencia de Mike.
Tras la recuperación de Mike, está decidido a buscar venganza e intenta, sin éxito, reclutar al ahora retirado Marcus, provocando una pelea entre ellos. Mike obtiene violentamente la identidad del traficante de armas Booker Grassie de un informante. Al darse cuenta de que Mike no hará caso de las órdenes de mantenerse alejado de la investigación, el Capitán Howard le permite trabajar a regañadientes con el equipo de tecnología a cargo, en el Acción y Respuesta De Miami Avanzada (ARMA), dirigido por la exnovia de Mike, Rita. Mientras el equipo vigila a Grassie en un trato de armas, Mike determina que los compradores tienen la intención de matar a Grassie e interviene, pero no logra salvarlo. Más tarde, Marcus es llamado por Carver Remy, un viejo informante que cree que el asesino lo persigue. Marcus contacta a Mike y la pareja viaja a Carver, pero es demasiado tarde para salvarlo. Armando se escapa después de una pelea a puñetazos con Mike.
Más tarde, el capitán Howard también revela sus intenciones de retirarse, y le aconseja a Mike que necesita encontrar un camino a seguir en la vida. Armando lo asesina abruptamente momentos después. La muerte del capitán saca a Marcus del retiro, pero tiene la intención de trabajar en equipo con ARMA. Rastrean al contador de Grassie, quien los lleva a Lorenzo "Zway-Lo" Rodríguez. Se infiltran en la fiesta de cumpleaños de Zway-Lo, lo que lleva a una persecución de coches destructiva. Armando llega en un helicóptero para rescatar a Zway-Lo, pero lo mata cuando bloquea la capacidad de Armando para dispararle a Mike que lo persigue. Mientras alinea un tiro, Armando le dice a Mike "Hasta el fuego". Los disparos de Marcus crean una cobertura para Mike, quien cae al agua debajo.
ARMA se apaga debido a la operación fallida. En privado, Mike le revela a Marcus que Armando es su hijo, mientras que Benito era infértil. Antes de asociarse con Marcus, Mike trabajó como oficial encubierto en el cartel de Aretas donde conoció a Isabel. Se enamoraron y tuvieron la intención de huir juntos, usando "Hasta el fuego" como un eslogan secreto inventado. Mike finalmente se mantuvo leal a la policía, al darse cuenta de lo peligrosa que se había vuelto Isabel. A pesar de la oposición de Mike, Marcus y ARMA se unen a él en la Ciudad de México para enfrentarla.
En el Palacio de Hidalgo, Mike se encuentra con Isabel y le reprocha por ocultarle la verdad. Rápidamente se produce un tiroteo entre ARMA y los hombres de Isabel. Marcus dispara al piloto del helicóptero de apoyo de Isabel, provocando que se estrelle contra el vestíbulo central y provoque un incendio. Marcus se enfrenta a Isabel, mientras Mike intenta explicarle la verdad a Armando. Armando comienza a golpear a Mike, pero él se niega a tomar represalias. Al exigirle la verdad a su madre, Isabel le confirma a Armando que Mike es su padre. Al darse cuenta de que la tarea para la que pasó toda su vida entrenando era una mentira, Armando intenta proteger a su padre, lo que lleva a Isabel a disparar sin querer a Armando en el pecho mientras apunta a Mike. Enfurecida, intenta acabar con Mike, pero Rita interviene y dispara a Isabel, enviándola a caer a las llamas.
Algún tiempo después, Rita ha sido ascendida a Capitán de policía y todo el equipo lo celebra, mientras que Mike y Marcus están a cargo de ARMA. Mike visita a Armando arrepentido en la prisión, ofreciéndole la oportunidad de ganar algo de redención, que acepta.

## Reparto
- Will Smith como el inspector detective Mike Lowrey (Michael Eugene Lowrey).
- Martin Lawrence como el inspector detective Marcus Burnett (Marcus Miles Burnett).
- Vanessa Hudgens como Kelly.
- Jacob Scipio como Armando Aretas/Lowrey.
- Paola Núñez como Rita Secada, jefa de ARMA, la exnovia de Mike.
- Alexander Ludwig como Dorn.
- Charles Melton como Rafe.
- Kate del Castillo como Isabel Aretas "La Bruja".
- Joe Pantoliano como el capitán Conrad Howard.
- Nicky Jam[4] como Lorenzo "Zway-Lo" Rodríguez.
- Massi Furlan como Lee Taglin.
- DJ Khaled[5] como Manny el Carnicero.
- Thomas Brag como "el chico del pastel".
- Theresa Randle como Theresa Burnett, la esposa de Marcus.
- Michael Bay como MC de bodas.
- Bianca Bethune como Megan Burnett, la hija de Marcus.
- Dennis Greene como Reggie, el yerno de Marcus, a quien conoció en la película anterior, quien desde entonces se unió al USMC y fue ascendido a Sargento.

## Producción
En junio de 2008, el director de las dos primeras películas Michael Bay, declaró que podría dirigir Bad Boys III, pero que el mayor obstáculo para la posible secuela sería el costo, ya que él y Will Smith demandan algunos de los salarios más altos de la industria del cine. Para agosto de 2009, Columbia Pictures había contratado a Peter Craig para escribir el guion de Bad Boys III. En febrero de 2011, Martin Lawrence reiteró que la película estaba en desarrollo. En junio de 2014, Bruckheimer anunció que el guionista David Guggenheim estaba trabajando en la trama de la secuela. Dos meses después, Lawrence dijo que se había escrito un guion. En junio de 2015, el director Joe Carnahan estaba en conversaciones para escribir y posiblemente dirigir la película. Dos meses más tarde, Sony Pictures Entertainment anunció que Bad Boys III se estrenaría el 17 de febrero de 2017, y que se tenía previsto que la secuela adicional, Bad Boys IV, se estrenara el 3 de julio de 2019. El 5 de marzo de 2016, la película fue atrasada al 2 de junio de 2017. Los productores planeaban comenzar la producción a principios de 2017. El 11 de agosto de 2016, la película se retrasó una vez más hasta el 12 de enero de 2018, para evitar la competencia de taquilla con la próxima película Wonder Woman de DC Comics, y se cambió el título a Bad Boys for Life. Lawrence reveló en Jimmy Kimmel Live! que el rodaje podría comenzar en marzo de 2017. El 6 de febrero de 2017, se anunció que la fecha de estreno de la película se retrasó por tercera vez, hasta el 9 de noviembre de 2018. El 7 de marzo de 2017, Carnahan abandonó la película debido a conflictos de programación. En agosto de 2017, Sony retiró la tercera película de su calendario de estrenos y, más tarde, en el mes, Lawrence dijo que la película no estaría sucediendo.
En febrero de 2018, se informó que nuevamente se estaba planificando una secuela y que estaría dirigida por los directores belgas Adil El Arbi y Bilall Fallah, con Martin Lawrence y Will Smith repitiendo sus roles. Según Geek Worldwide, la tercera entrega de la franquicia Bad Boys se filmaría desde noviembre de 2018 hasta marzo de 2019 en Miami y Atlanta con la fecha de estreno programada para el 17 de enero de 2020.
En octubre de 2018, Variety reveló que Sony estaba cerca de dar luz verde a la producción de la película. En diciembre de 2018, se informó que Joe Pantoliano, quien interpretó al Capitán Howard en las películas anteriores, volvería a interpretar al personaje.

### Rodaje
La Fotografía principal comenzó el 14 de enero de 2019, en el centro de Atlanta. El rodaje también tuvo lugar en Ciudad de México en abril de 2019, así como en Miami, finalizando el 7 de junio de 2019. el Director de fotografía Robrecht Heyvaert filmó la película con Sony  CineAlta Cámaras digitales VENECIA y Panavision Primo, G- y T-Series lente anamórfica es.

## Estreno
La película se estrenó el 17 de enero de 2020 en los Estados Unidos.

## Fechas de estreno mundial
| País                                                                          | Fecha de estreno              |
| ----------------------------------------------------------------------------- | ----------------------------- |
| Alemania                                                                      | viernes 24 de enero de 2020   |
| Argentina                                                                     | jueves 23 de enero de 2020    |
| Australia                                                                     | jueves 23 de enero de 2020    |
| Austria                                                                       | viernes 24 de enero de 2020   |
| Bélgica                                                                       | viernes 24 de enero de 2020   |
| Belice · Costa Rica · El Salvador · Guatemala · Honduras · Nicaragua · Panamá | miércoles 22 de enero de 2020 |
| Brasil · Bolivia                                                              | jueves 23 de enero de 2020    |
| Chile                                                                         | jueves 16 de enero de 2020    |
| Colombia                                                                      | jueves 23 de enero de 2020    |
| Dinamarca                                                                     | viernes 24 de enero de 2020   |
| Ecuador                                                                       | jueves 23 de enero de 2020    |
| Egipto                                                                        | viernes 24 de enero de 2020   |
| España                                                                        | viernes 17 de enero de 2020   |
| Estados Unidos · Canadá                                                       | viernes 17 de enero de 2020   |
| Filipinas                                                                     | viernes 24 de enero de 2020   |
| Finlandia                                                                     | viernes 24 de enero de 2020   |
| Francia                                                                       | viernes 24 de enero de 2020   |

| País                 | Fecha de estreno            |
| -------------------- | --------------------------- |
| Grecia               | viernes 24 de enero de 2020 |
| Hong Kong            | viernes 31 de enero de 2020 |
| India                | viernes 24 de enero de 2020 |
| Israel               | viernes 31 de enero de 2020 |
| Italia               | viernes 24 de enero de 2020 |
| Japón                | sábado 25 de enero de 2020  |
| Líbano               | viernes 24 de enero de 2020 |
| Malasia              | jueves 23 de enero de 2020  |
| México               | viernes 24 de enero de 2020 |
| Noruega              | viernes 24 de enero de 2020 |
| Nueva Zelanda        | viernes 24 de enero de 2020 |
| Países Bajos         | viernes 31 de enero de 2020 |
| Perú                 | jueves 16 de enero de 2020  |
| Portugal             | jueves 30 de enero de 2020  |
| Reino Unido Irlanda  | viernes 17 de enero de 2020 |
| República Dominicana | jueves 16 de enero de 2020  |
| Singapur             | jueves 23 de enero de 2020  |
| Sudáfrica            | viernes 24 de enero de 2020 |
| Suecia               | viernes 17 de enero de 2020 |
| Suiza                | viernes 24 de enero de 2020 |
| Tailandia            | sábado 18 de enero de 2020  |
| Taiwán               | sábado 18 de enero de 2020  |
| Uruguay              | jueves 23 de enero de 2020  |
| Venezuela            | jueves 30 de enero de 2020  |

## Recepción

### Crítica
Bad Boys for Life ha recibido críticas mixtas a favorables por parte de la crítica especializada. En el agregador de revisiones Rotten Tomatoes la película posee un 77 % de aprobación con base en 228 reseñas, lo que le asigna un puntaje promedio de 6.2/10. El consenso crítico dictó: "Cargado de acción y con una doble dosis de carisma de líder, Bad Boys for Life revitaliza esta franquicia largamente inactiva jugando directamente a sus puntos fuertes".
En el sitio web Metacritic la película posee un puntaje de 59 sobre 100 con base en 45 reseñas, indicando "reseñas mixtas o promedio".

## Taquilla
La película venia con cierto escepticismo debido a que era una película, que llegaba 17 años después de su antecesora. Las proyecciones más óptimas de Sony, eran de 40 Millones de estreno en Estados Unidos. Al momento de su estreno no sólo logró superar las proyecciones de la compañía, sino que rompió récords. En su primera fin de semana logró en E.U 62 millones de dólares, mientras que en el fin de semana largo, debido al día festivo de Martin Luther King, logró 73 millones de dólares, convirtiéndose en la segunda película con el mejor debut para ese fin de semana en ese país, solo superado por los 109 millones de American Sniper. La película logró un debut mundial de 118 millones de dólares, logrado así superar en 4 días su presupuesto de 90 millones de dólares, logrando que Sony anunciará una cuarta parte. Al día domingo 1 de marzo la película ha logrado una taquilla mundial de 405 millones de dólares, haciéndola en la película más taquillera de la saga y el primer éxito taquillero del 2020.

## Secuela
Tras el éxito en taquilla de la tercera película, Will Smith y Martin Lawrence anunciaron que protagonizarían una cuarta entrega, con Adil El Arbi y Bilall Fallah regresando como directores y Chris Bremner como guionista. El proyecto fue suspendido tras la cancelación de Batgirl y el incidente entre Will Smith y Chris Rock durante la 94.ª edición de los Premios Óscar. Sin embargo, más adelante se confirmó que la película seguía en desarrollo.
El músico y disc-jockey Ahmir "Questlove" Thompson anunció que canceló una aparición especial en el proyecto debido al retraso en la preproducción. Vanessa Hudgens, Alexander Ludwig y Paola Núñez retomaron sus papeles de la tercera película, mientras que Tasha Smith reemplazó a Theresa Randle como Theresa Burnett. John Salley regresó a su papel de hacker, que interpretó originalmente en la película de 1995. Ioan Gruffudd y Rhea Seehorn se unieron al elenco en papeles no revelados, al igual que Eric Dane, quien interpreta a un antagonista no especificado.
Aunque se había revelado la ubicación del rodaje, la fotografía principal fue suspendida en julio de 2023 debido a las huelgas laborales en Hollywood. La película fue estrenada en Estados Unidos el 7 de junio de 2024.